# Malthinus membranaceus
Malthinus membranaceus es una especie de coleóptero de la familia Cantharidae.

## Distribución geográfica
Habita en México.